# Swertia kingii
Swertia kingii là một loài thực vật có hoa trong họ Long đởm. Loài này được Hook. f. miêu tả khoa học đầu tiên năm 1883.